# Archives départementales du Bas-Rhin
Les archives départementales du Bas-Rhin sont un service de la collectivité européenne d'Alsace, chargé de collecter les archives, de les classer, les conserver et les mettre à la disposition du public.

## Directeurs
- 1840-1879 : Louis (Adolphe) Spach ;
- 1879-1906 : Wilhelm Wiegand ;
- 1906-1918 : Hans (Peter) Kaiser ;
- 1919-1929 : Auguste Eckel ;
- 1930-1958 : Lucien Metzger
- 1959-1983 : François-Jacques Himly ;
- 2003-2022 : Pascale Verdier ;
- Depuis 2022 : François Petrazoller

## Pour approfondir